# Wilcznik
Wilcznik – wzgórze w Zakopanem po wschodniej stronie potoku Młyniska.
Znajduje się między ulicami Zaruskiego i Tetmajera. Północna część wzgórza nosi nazwę Chrapkowskiego Wierchu. Na Wilczniku stoi budynek Szkoły Podstawowej nr 1 w Zakopanem, która ma przydomek Wilcznika. Ulica o nazwie Droga na Wilcznik odchodzi od ul. Orkana i ma około 300 metrów długości. Nazwa stosowana jest od 1964. Na wzgórzu dominuje zabudowa indywidualna (wille). 